# تپه قلعه سی
تپه قلعه سی مربوط به سده‌های اولیه دوران‌های تاریخی پس از اسلام است و در شهرستان قروه، بخش سریش آباد، دهستان یالغوز آغاج، روستای شهابیه واقع شده و این اثر در تاریخ ۷ اسفند ۱۳۸۶ با شمارهٔ ثبت ۲۱۵۱۱ به‌عنوان یکی از آثار ملی ایران به ثبت رسیده است.